# Nederlands kampioenschap tafeltennis 2019
Het Nederlands kampioenschap tafeltennis 2019 werd gehouden in Zwolle op 2 en 3 maart 2019.
Op het programma stonden vijf onderdelen:
- Enkelspel mannen. Regerend kampioen was Ewout Oostwouder.
- Enkelspel vrouwen. Regerend kampioen was Shuohan Men.
- Dubbelspel mannen. Regerend kampioenen waren Rajko Gommers en Martijn de Vries.
- Dubbelspel vrouwen. Regerend kampioenen waren Yana Timina en Tanja Helle.
- Gemengd dubbel. Regerend kampioenen waren Rajko Gommers en Kim Vermaas.

## Medaillewinnaars
| Onderdeel        | Goud                                    | Zilver                              | Brons                                                 |
| Enkelspel (m)    | Rajko Gommers                           | Ewout Oostwouder                    | Barry Wijers Martin Khatchanov                        |
| Enkelspel (v)    | Kim Vermaas                             | Britt Eerland                       | Sanne de Hoop Tali Cohen                              |
| Dubbel (m)       | Martin Khatchanov Barry Wijers          | Koen Hageraats Nathan van der Lee   | Barry Berben Lode Hulshof Roel Bogie Casper ter Lüün  |
| Dubbel (v)       | Melanie Bierdrager Angelique Gertenbach | Tali Cohen Brenda Vonk-Huntelerslag | Emine Ernst Shuohan Men Rachel Gerarts Yoeke Gunsing  |
| Dubbel (gemengd) | Rajko Gommers Kim Vermaas               | Koen Hageraats Tanja Helle          | Roel Bogie Emine Ernst Nathan van der Lee Shuohan Men |